# یول برینر
یول برینِر (به روسی: Юлий Борисович Бринер) (به انگلیسی: Yul Brynner) (زادهٔ ۱۱ ژوئیهٔ ۱۹۲۰ – درگذشتهٔ ۱۰ اکتبر ۱۹۸۵) هنرپیشهٔ تئاتر و سینما و زادهٔ روسیه بود.
او برای بازی‌هایش در موزیکال پادشاه و من، رامسس دوم در فیلم ده فرمان ساخته سیسیل بی. دمیل و نقش اصلی فیلم هفت دلاور شناخته می‌شود. برینر برای صدای گرم و پخته‌اش مورد توجه قرار داشت و سر تراشیده‌ای که با آن نقش سلطان را در فیلم سلطان و من بازی کرد به عنوان یک ویژگی و گزینش شخصی تا آخر عمر با او باقی‌ماند. او برای بازی در فیلم پادشاه و من جایزه اسکار بهترین بازیگر نقش اول مرد را به دست آورد. در سال ۱۹۸۵ برای تقدیر از ۴۵۲۵ بار ایفای نقش در نمایش پادشاه و من جایزهٔ ویژهٔ تونی به او اهدا شد. برینر همچنین عکاس و نویسنده دو کتاب بود.

## زندگی
یول برینر با نام ایول باریسویچ برینر در سال ۱۹۲۰ زاده شد. برینر در مواجهه با رسانه‌ها داستان‌های اغراق‌آمیزی دربارهٔ گذشتهٔ خود می‌گفت که طبق یکی از آن‌ها بخشی از نژاد او از قوم مغول بود و با نام تایجی خان در جزیرهٔ روسی ساخالین زاده شده بود. اما واقعیت این است که در عمارت چهارطبقه‌ای در شهر ولادی‌وستوک زاده شده بود. پدرش مهندس معدن و اهل سوئیس و مادربزرگ پدری‌اش متولد ایرکوتسک روسیه بود. مادرش نیز اهل روسیه و از کولی‌های روما (Roma people) بود. او چهار بار ازدواج کرد، صاحب سه فرزند شد و دو کودک ویتنامی را نیز به فرزندخواندگی پذیرفت.

## مرگ
در ۱۰ اکتبر ۱۹۸۵، در همان روزی که اورسن ولز از دنیا رفت، یول برینر نیز در نیویورک سیتی درگذشت. برینر در تمام طول زندگی‌اش سیگاری در میان انگشتان داشت. در ژانویه ۱۹۸۵، نه ماه پیش از مرگ، در گفتگویی با برنامهٔ تلویزیونیِ صبح به خیر آمریکا، یول برینر از تمایل خود برای تهیهٔ آگهی ضد سیگار پرده برداشت. هر چند که او موفق به این کار نشد، ولی برشی از همین گفتگو پس از مرگ برینر به وسیلهٔ انجمن سرطان آمریکا برای آگاهی‌رسانی عمومی به نمایش درآمد. او در این کلیپ می‌گوید: «حال که من رفتنی هستم، به شما می‌گویم که سیگار نکشید. هر کاری می‌کنید، فقط سیگار نکشید. اگر می‌توانستم سیگار را از گذشته‌ام حذف کنم، مطمئنم که امروز مجبور نبودیم راجع به سرطان صحبت کنیم». این آگهی در حال حاضر در نمایشگاه سیار دنیاهای تن به نمایش گذاشته می‌شود.

## جوایز
- جایزه اسکار بهترین بازیگر نقش اول مرد

## فیلم‌شناسی
- بندر نیویورک  (۱۹۴۹)
- پادشاه و من  (۱۹۵۶)
- ده فرمان  (۱۹۵۶)
- آناستازیا  (۱۹۵۶)
- برادران کارامازوف  (۱۹۵۸)
- بوکانیر (۱۹۵۸)
- دزد دریایی  (۱۹۵۸)
- سفر  (۱۹۵۹)
- خشم و هیاهو  (۱۹۵۹)
- سلیمان و سبا  (۱۹۵۹)
- یک بار دیگر با احساس  (۱۹۶۰)
- وصیت‌نامه اورفه  (۱۹۶۰)
- بسته غیرمنتظره  (۱۹۶۰)
- هفت دلاور  (۱۹۶۰)
- دوباره خداحافظ  (۱۹۶۱)
- فرار از ظهرین  (۱۹۶۲)
- تاراس بولبا  (۱۹۶۲)
- پادشاهان خورشید  (۱۹۶۳)
- پرواز از آشیا  (۱۹۶۴)
- دعوت از یک تیرانداز  (۱۹۶۴)
- موریتوری  (۱۹۶۵)
- سایه‌ای غول‌آسا بیفکن  (۱۹۶۶)
- خشخاش هم گلی است  (۱۹۶۶)
- بازگشت هفت دلاور  (۱۹۶۶)
- جاسوس سه‌جانبه  (۱۹۶۶)
- مرد مضاعف  (۱۹۶۷)
- دوئل طولانی  (۱۹۶۷)
- پانچوویلا  (۱۹۶۷)
- وحشی سواران  (۱۹۶۸)
- تابستان پیکاسو  (۱۹۶۹)
- پرونده غاز طلایی  (۱۹۶۹)
- جنگ نرتوا  (۱۹۶۹)
- زن دیوانه شایلو  (۱۹۶۹)
- مسیحی جادویی  (۱۹۶۹)
- خداحافظ ساباتا  (۱۹۷۰)
- نوری در پایان دنیا  (۱۹۷۱)
- عاشقانه یک اسب‌دزد  (۱۹۷۱)
- کتلو  (۱۹۷۱)
- پلیس  (۱۹۷۲)
- پرواز شبانه از مسکو  (۱۹۷۳)
- وست‌ورلد  (۱۹۷۳)
- آخرین مبارز  (۱۹۷۵)
- شوق مرگ (۱۹۷۶)
- دنیای آینده  (۱۹۷۶)

### فیلم‌های کوتاه
- سر صحنه دنیای غرب (۱۹۷۳)
- شکسته از انقلاب (۱۹۸۰) (راوی)

### تئاتر
- شب دوازدهم (۱۹۴۱)
- اودیسئوس (۱۹۷۶)